# Gökçeada
Gökçeada neboli Imbros je největší ostrov Turecka. Leží v Thráckém moři 15 km západně od poloostrova Gallipoli a má rozlohu 279 km². Administrativně tvoří jeden distrikt v rámci provincie Çanakkale. Mys İncirburnu je nejzápadnějším bodem celého Turecka. Na ostrově žije přes osm tisíc lidí, téměř dvě třetiny z nich ve stejnojmenném hlavním městě. Na Gökçeadě se pěstuje vinná réva, olivovníky, ovoce a zelenina. Vnitrozemí je kopcovité (nejvyšší bod má 693 metrů nad mořem), porostlé piniovými lesy. Pobřeží je lemováno písčitými plážemi, využívanými pro vodní sporty. Na ostrov dosud nepronikla masová turistika, vyhledávají ho proto milovníci klidu a zachované přírody.
Název Imbros pochází od pelasgického boha úrody Imbrassa, převzali ho i Řekové ( Ίμβρος) a další národy. Turci mu původně říkali İmroz Adasi, v červenci 1970 byl oficiálně přejmenován na Gökçeada, což doslova znamená „Ostrov modré oblohy“.
Ostrov byl ve starověku součástí Athénského námořního spolku, později ho ovládali Byzantinci, Janovská republika a Osmanská říše. V roce 1912 ho zabralo Řecko, za 1. světové války byl vzhledem ke strategické blízkosti průlivu Dardanely britskou vojenskou základnou. Námořní bitva u Imbrosu proběhla 20. ledna 1918 a vedla k oslabení tureckého námořnictva v oblasti. Lausannská smlouva přiřkla roku 1923 ostrov Turecku, ačkoli přes devadesát procent obyvatel tvořili Řekové. Následovalo potlačování volené řecké samosprávy, likvidace řeckých škol, po druhé světové válce vláda začala na ostrov stěhovat Turky z pevniny. Diskriminační politika vedla od šedesátých let k odchodu většiny Řeků. Patriarcha Bartoloměj I., který je rodákem z Imbrosu, prohlásil, že turecké úřady dosud utajují informace o tehdejším porušování lidských práv a uvedl, že počet řeckých obyvatel ostrova se snížil z téměř šesti tisíc počátkem 60. let na tři sta většinou starých osob. Evropský parlament vyzval v březnu 2014 tureckou vládu, aby v rámci jednání o vstupu země do EU umožnila návrat řeckých vystěhovalců včetně majetkových kompenzací a zřízení řecké školy.